# 乙女の祈り (真野恵里菜の曲)
「乙女の祈り」（おとめのいのり）は、真野恵里菜のメジャーデビューシングル（インディーズから通算して4枚目）。2009年3月18日に発売。

## 概要
初回生産限定盤AはDVDがついており、初回生産限定盤Bにはブックレットが封入されていた。また、初回生産限定盤A、B、Cともイベント抽選シリアルナンバーカードが封入されていた。通常盤はCDのみである。
レコチョク「レコチョク」テレビCMソング。

## 収録曲
全作詞：三浦徳子　作曲：KAN　編曲：たいせい
1. 乙女の祈り
2. 水色想い
3. 乙女の祈り(Instrumental)

## 参加ミュージシャン
乙女の祈り
- プログラミング：たいせい・KAN
- パーカッション：関口源八
- ピアノ：五十嵐宏治
- コーラス：河合夕子